# MS Vale Brasil
MS «Ore Brasil» (с 2011 по 2014 год назывался Vale Brasil) — балкер-рудовоз класса «capesize», принадлежащий бразильской горнодобывающей компании Vale. Первый из семи балкеров, заказанных у корейской судостроительной компании Daewoo Shipbuilding & Marine Engineering для перевозки руды из Бразилии в Азию.   

## Проект
Длина судна составляет 362 метра и Ore Brasil является одним из самых длинных судов в мире. Суммарный объём семи грузовых трюмов составляет 219 980 кубических метров. Из-за своих размеров Ore Brasil имеет возможность захода всего в несколько глубоководных портов в Бразилии, Европе и Китае.
Судно приводится в движение двигателем MAN B&W 7S80ME-C8 мощностью 29 260 кВт (39 240 л. с.). Расход топлива составляет 96,7 т мазута в день, но из-за размеров Ore Brasil является одним из самых эффективных судов в мире. В 2011 году на выставке Nor-Shipping судно получило премию Clean Ship.

## Эксплуатация
24 мая 2011 года Ore Brasil принял свой первый груз из 391 000 тонн железной руды в морском терминале Понта ди Мадейра недалеко от Сан-Луиса. Первоначально планировалось что судно отправится в Далянь, но в июне маршрут был изменён и Ore Brasil отправился в Таранто. В порт судно пришло 14 июля.